# Chauliodontomyia parianae
Chauliodontomyia parianae är en tvåvingeart som beskrevs av Gagne 1969. Chauliodontomyia parianae ingår i släktet Chauliodontomyia och familjen gallmyggor. Inga underarter finns listade i Catalogue of Life.